# Arrest Briljant Schreuders/ABP
Briljant Schreuders/ABP of Weena-Zuid (HR 20 februari 1998, NJ 1998/493) is een arrest van de Nederlandse Hoge Raad van 20 februari 1998 betreffende de uitleg van het begrip 'onvoorziene omstandigheden' bij het ontbinden van overeenkomsten.

## Casus en procesverloop
Het ABP heeft op 30 december 1992 een op 1 januari 1993 ingaande huurovereenkomst voor de duur van tien jaar gesloten met Briljant Schreuders. In de precontractuele fase was de locatie, het Weena-Zuid te Rotterdam, opgebroken en werd het gebouw tegenover het gehuurde pand ingrijpend verbouwd. Briljant Schreuders verwachtte een grote loop van het publiek na het aanbrengen van een aantal voorzieningen door de gemeente en de vestiging van een groot aantal bedrijven aan het Weena-Zuid. Deze verwachtingen zijn echter niet uitgekomen en Briljant Schreuders' omzet is zo laag gebleven dat zij vreest voor faillissement.
Briljant Schreuders heeft het ABP op 8 juli 1993 gedagvaard voor de kantonrechter te Rotterdam en gevorderd (voor zover van belang) ontbonden te verklaren althans te ontbinden de huurovereenkomst op grond van een onvoorzienbare wijziging van omstandigheden, waardoor naar maatstaven van redelijkheid en billijkheid de overeenkomst niet in stand kan blijven (art. 6:258 BW). De kantonrechter heeft bij eindvonnis van 29 maart 1994 de huurovereenkomst per 1 oktober 1993 ontbonden op grond van onvoorziene omstandigheden en Briljant Schreuders veroordeeld om aan het ABP een vergoeding te betalen. Bij vonnis van 1 februari 1996 heeft de rechtbank, in hoger beroep, het eindvonnis van de kantonrechter vernietigd en de vorderingen van Briljant Schreuders afgewezen. Briljant Schreuders heeft beroep in cassatie ingesteld bij de Hoge Raad.

## Beoordeling door de Hoge Raad
In haar eerste cassatiemiddel bestrijdt Briljant Schreuders de beslissing van de rechtbank om de vordering tot ontbinding op grond van onvoorziene omstandigheden af te wijzen.
De Hoge Raad stelt bij de beoordeling van het middel het volgende voorop:

Van onvoorziene omstandigheden in de zin van art. 6:258 kan alleen sprake zijn voor zover het betreft omstandigheden die op het ogenblik van tot stand komen van de overeenkomst nog in de toekomst lagen. Voor toepassing van art. 6:258 is alleen plaats wanneer de onvoorziene omstandigheden van dien aard zijn dat de wederpartij van degene die herziening van de overeenkomst verlangt, naar maatstaven van redelijkheid en billijkheid ongewijzigde instandhouding van de overeenkomst niet mag verwachten. Aan dit vereiste zal niet spoedig zijn voldaan; redelijkheid en billijkheid verlangen immers in de eerste plaats trouw aan het gegeven woord en laten afwijking daarvan slechts bij hoge uitzondering toe (vgl. Parl. Gesch. Boek 6, p. 969). Uit het voorgaande vloeit voort dat de rechter terughoudendheid moet betrachten ten aanzien van de aanvaarding van een beroep op onvoorziene omstandigheden (vgl. HR 27 april 1984, NJ 1984, 679, rov. 3.2).
— r.o. 4.3.2

Naar het oordeel van de Hoge Raad geeft de gedachtegang van de rechtbank geen blijk van een onjuiste rechtsopvatting. Als er al sprake is van een niet door partijen in de overeenkomst verdisconteerde omstandigheid komt deze voor rekening van Briljant Schreuders, aldus de Hoge Raad (r.o. 4.3.3).
De Hoge Raad verwerpt het beroep.

## Relevantie
De Hoge Raad bepaalt in dit arrest dat van onvoorziene omstandigheden alleen sprake kan zijn voor zover het omstandigheden betreft die op het ogenblik dat de overeenkomst wordt gesloten nog in de toekomst lagen. Bovendien moet de rechter terughoudendheid betrachten bij het aannemen van een beroep op onvoorziene omstandigheden, omdat redelijkheid en billijkheid in beginsel nakoming verlangen.